# The Antlers
The Antlers — американская группа из Нью-Йорка, играющая инди-рок.

## История
Первоначально The Antlers был сольным проектом вокалиста и гитариста Питера Силбермана. Он самостоятельно написал два первых альбома проекта: Uprooted и In the Attic of the Universe. После того как в состав вошли Майкл Лернер и Дарби Чиччи, The Antlers стал группой. Вместе они записали два мини-альбома: Cold War и New York Hospitals. Песни, написанные Силберманом, составили полноформатный альбом Hospice, выпущенный самостоятельно в марте 2009 года и переизданный 18 августа того же года на лейбле Frenchkiss Records, после того как музыканты подписали контракт с этой фирмой. Пластинка получила положительные отзывы критиков и была включена в списки лучших альбомов года в нескольких изданиях.
В 2010 году The Antlers выступали на фестивалях Primavera Sound в Барселоне, Osheaga в Монреале, Lollapalooza в Чикаго и играли на разогреве у The National.
В 2011 году вышел альбом Burst Apart: 9 мая в Европе и Японии на Transgressive Records и на следующий день в США на Frenchkiss Records.

## Состав
- Питер Силберман — вокал, гитара, губная гармоника, арфа, аккордеон, клавишные
- Майкл Лернер — ударные, перкуссия
- Дарби Чиччи — клавишные, труба, банджо

## Дискография

### Студийные альбомы
- Uprooted (выпущен самостоятельно, 2006)
- In the Attic of the Universe (Fall Records, 6 ноября 2007)
- Hospice (выпущен самостоятельно, март 2009; Frenchkiss Records, 18 августа 2009)
- Burst Apart (Frenchkiss Records, Transgressive Records 2011) [в США № 82, в Великобритании № 167][1]

### Мини-альбомы
- Cold War (2007)
- New York Hospitals (2008)
- (together) (2011)
- Undersea (ANTI- Records, 24 июля 2012)

### Синглы
- «Two» (22 июня 2009)
- «Bear» (16 ноября 2009)
- «Sylvia» (22 марта 2010)

### Видеоклипы
| Год  | Название                               | Режиссёр                    |
| ---- | -------------------------------------- | --------------------------- |
| 2009 | «Two»                                  | Этан Сигал и Альберт Троэр  |
| 2010 | «Bear»                                 | Эван Деннис                 |
| 2010 | «Sylvia»                               | Трей Хок                    |
| 2011 | «Every Night My Teeth Are Falling Out» | Джульетта Риос и Гейб Имлей |